# Segona divisió espanyola de futbol

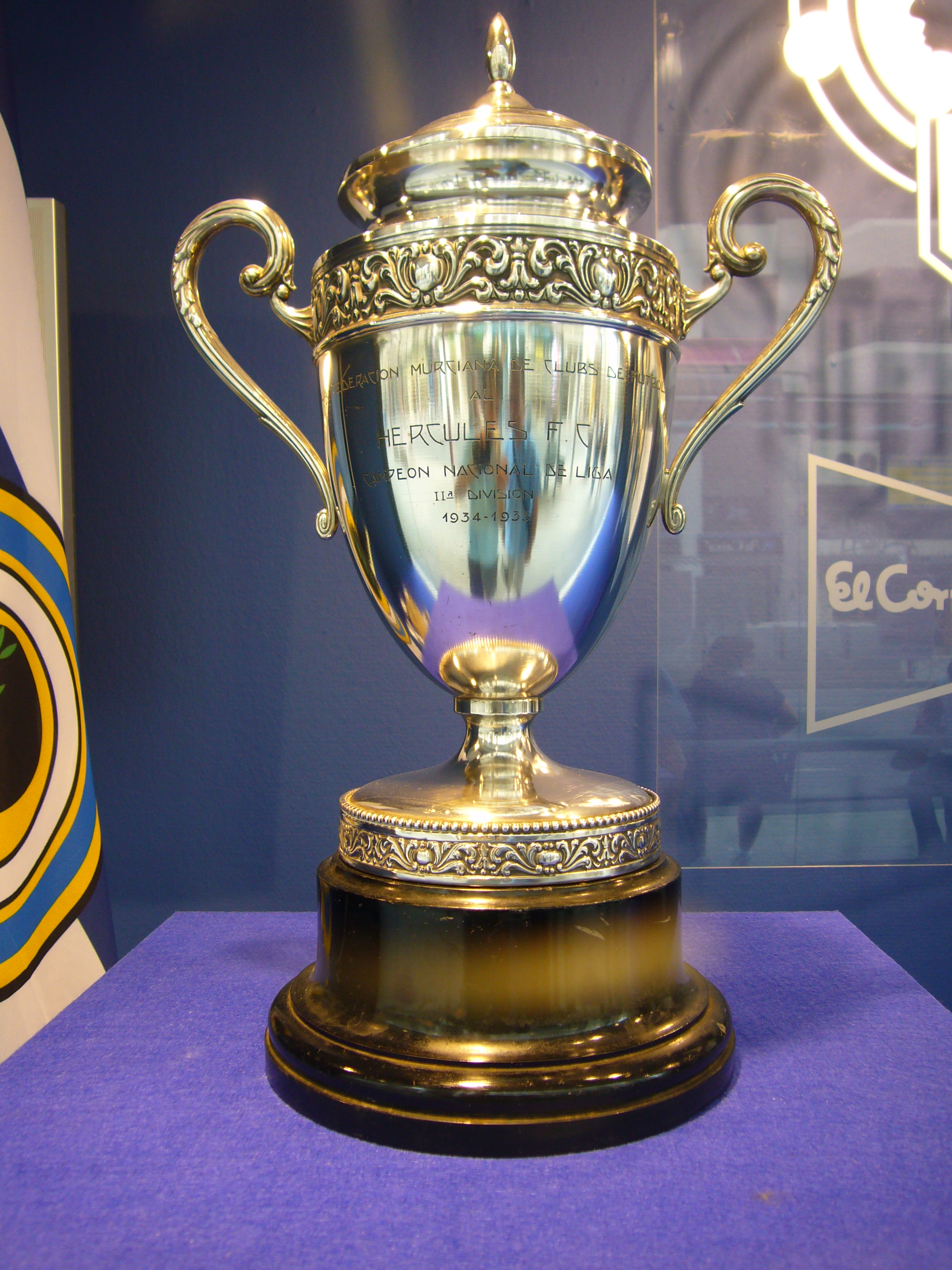
Copa del campió de la Segona Divisió de la temporada 1934/35, que va ser guanyada per l'Hèrcules CF

La Segona divisió espanyola de futbol (oficialment i per motius de patrocini, LaLiga Hypermotion) també coneguda com la Segona Divisió A, és el segon nivell de la Lliga espanyola de futbol. És organitzada per la Federació Espanyola de Futbol i la Lliga del Futbol Professional i es disputa des de l'any 1929.
Aquesta divisió és la immediatament inferior a la Primera divisió. El juny de 2008 la LFP i el banc BBVA firmaren un acord per a les pròximes temporades i la Primera divisió espanyola passà a anomenar-se Lliga BBVA i la Segona divisió Lliga Adelante. Des de la temporada 2016-17, és el Banc Santander el patrocinador principal de Laliga, i la Segona divisió passà a anomenar-se Laliga 1|2|3, i des de la temporada 2019-20, Lliga SmartBank. Des de l'inici de temporada 2023-24 es va a conèixer com LaLiga Hypermotion per la col·laboració amb EA Sports.

## Història
La lliga de Segona Divisió es posà en funcionament la temporada 1928-29, al mateix temps que la Primera Divisió d'Espanya. En la seva primera edició participaren els següents equips:
- Grup A: El Sevilla FC, l'Iberia SC, el Deportivo Alavés, l'Sporting de Gijón, el València CF, el Reial Betis, el Reial Oviedo, el Deportivo de La Coruña, el Celta de Vigo i el Racing de Madrid.
- Grup B (categoria inferior a l'A): La Cultural Leonesa, el Reial Múrcia CF, el Club Esportiu Castelló, la Real Sociedad Gimnástica de Torrelavega, el Zaragoza CD, el Reial Valladolid, el Club Atlético Osasuna, el Tolosa CF, el Barakaldo CF i el FC Cartagena.

Al llarg dels anys ha canviat el nombre d'equips participants, així com el sistema de competició. La temporada 1934-35 la categoria es va dividir en diferents grups, una estructura que es mantindria diversos anys, fins a la temporada 1968-69, quan es recuperà l'únic grup que es manté en l'actualitat.
El 1977 passà a denominar-se oficialment Segona Divisió A, per la creació de la Segona Divisió B. Des de l'any 1984 està organitzada per la Lliga de Futbol Professional (LFP). El 2008 passà a denominar-se Lliga BBVA després d'un acord de patrocini sense precedents en la Lliga Española de Futbol. Des de la temporada 2008/09 el nom de la categoria és Lliga Adelante per l'acord arribat amb el BBVA. "Adelante!" és l'eslògan d'aquest banc.
L'equip que més temporades ha participat a Segona Divisió és el Reial Múrcia CF amb 50 temporades, a més ha aconseguit el títol de campió en 8 ocasions.

## Sistema de competició
El sistema de competició és similar al de la Primera divisió. El torneig es disputa anualment, començant a finals d'agost o a principis de setembre i s'acaba al mes de juny de l'any següent.
Els 22 equips participants s'enfronten tots contra tots en dues ocasions, una volta en cada camp, al llarg de tota la temporada. L'ordre dels enfrontaments es decidix per sorteig abans de començar la competició. El guanyador d'un partit obté tres punts, el perdedor no en suma, i en cas d'un empat entre els dos equips en un mateix enfrontament, hi ha un punt per a cadascú. Al final de la temporada (42 jornades), l'equip que més punts obtingui es proclama campió de Segona Divisió i ascendeix a Primera Divisió per a la pròxima temporada juntamentamb el subcampió. La tercera plaça d'ascens es decideix per un anomenat playoff, és a dir, el tercer classificat juga una eliminatòria de doble partit amb el sisè, i al seu torn el quart amb el cinquè. Els guanyadors d'aquestes dues eliminatòries s'enfronten a un partit final (també de doble partit) el qual decidirà l'últim equip que puja a la màxima categoria. Les vacants que deixen aquests tres equips són ocupades pels tres equips que finalitzen la temporada en els tres últims llocs de Primera Divisió.
Per altra part, els quatre últims classificats de Segona Divisió A són relegats a la Segona Divisió B la següent temporada, essent substituïts pels guanyadors de les promocions d'ascens a aquesta categoria.
Un club pot tenir un equip filial a Segona Divisió si el seu primer equip participa en la Primera Divisió. Ja que els segons equips no poden jugar en primera divisió, si una filial acaba la temporada entre els tres primers classificats, és el quart equip el que ascendeix. Així mateix, si un equip descendix de Primera a Segona i el seu filial participa en aquesta categoria, és automàticament descendit a Primera Federació, encara que esportivament hagi aconseguit la permanència.

## Equips de la temporada 2025-26
| Equip                      | Província  | Estadi                            | Capacitat |
| -------------------------- | ---------- | --------------------------------- | --------- |
| Albacete BP                | Albacete   | Carlos Belmonte                   | 17.500    |
| UD Almeria                 | Almeria    | UD Almería Stadium                | 21.500    |
| FC Andorra                 | Andorra    | Estadi Nacional                   | 3.500     |
| Burgos CF                  | Burgos     | El Plantío                        | 12.000    |
| Cadis CF                   | Cadis      | Nuevo Mirandilla                  | 20.500    |
| CE Castelló                | Castelló   | Skyfi Castàlia                    | 15.500    |
| AD Ceuta                   | Ceuta      | Alfonso Murube                    | 6.500     |
| Còrdova CF                 | Còrdova    | Bahrain Victorious Nuevo Arcángel | 21.500    |
| Cultural Leonesa           | Lleó       | Reino de León                     | 13.500    |
| RC Deportivo de la Corunya | La Corunya | Abanca-Riazor                     | 32.500    |
| SD Eibar                   | Guipúscoa  | Ipurua                            | 8.000     |
| Granada CF                 | Granada    | Nuevo Los Cármenes                | 19.000    |
| SD Huesca                  | Osca       | El Alcoraz                        | 9.000     |
| UD Las Palmas              | Las Palmas | Gran Canària                      | 32.500    |
| CD Leganés                 | Madrid     | Butarque                          | 12.500    |
| Màlaga CF                  | Màlaga     | La Rosaleda                       | 30.000    |
| CD Mirandés                | Burgos     | Anduva                            | 6.000     |
| Racing de Santander        | Cantàbria  | El Sardinero                      | 22.500    |
| Reial Societat "B"         | Guipúscoa  | Instal·lacions de Zubieta         | 2.500     |
| Real Saragossa             | Saragossa  | La Romareda                       | 33.500    |
| Real Sporting de Gijón     | Astúries   | El Molinón-Enrique Castro Quini   | 29.500    |
| Real Valladolid CF         | Valladolid | José Zorrilla                     | 27.500    |

## Historial
En negreta els clubs dels territoris de parla catalana
| Temporada | Campions                               | Equips ascendits                                                 |
| --------- | -------------------------------------- | ---------------------------------------------------------------- |
| 1928-29   | Sevilla FC                             | No hi va haver ascensos*                                         |
| 1929-30   | Deportivo Alavés                       | Deportivo Alavés                                                 |
| 1930-31   | València CF                            | València CF                                                      |
| 1931-32   | Betis Balompié                         | Betis Balompié                                                   |
| 1932-33   | Oviedo FC                              | Oviedo FC                                                        |
| 1933-34   | Sevilla FC                             | Sevilla FC i Atlètic de Madrid                                   |
| 1934-35   | Hèrcules CF                            | Hèrcules CF i CA Osasuna                                         |
| 1935-36   | Celta de Vigo                          | Celta de Vigo i Reial Saragossa                                  |
| 1939-40   | Reial Múrcia CF                        | Reial Múrcia CF                                                  |
| 1940-41   | Granada CF                             | Reial Societat, Deportivo de La Coruña, CE Castelló i Granada CF |
| 1941-42   | Reial Betis                            | Reial Betis i Reial Saragossa                                    |
| 1942-43   | CE Sabadell FC                         | Reial Societat i CE Sabadell FC                                  |
| 1943-44   | Real Gijón                             | Real Gijón i Reial Múrcia CF                                     |
| 1944-45   | CE Alcoià                              | CE Alcoià, Hèrcules CF i Celta de Vigo                           |
| 1945-46   | CE Sabadell FC                         | CE Sabadell FC i Deportivo de La Coruña                          |
| 1946-47   | CE Alcoià                              | CE Alcoià, Gimnàstic de Tarragona i Reial Societat               |
| 1947-48   | Reial Valladolid                       | Reial Valladolid i Deportivo de La Coruña                        |
| 1948-49   | Reial Societat                         | Reial Societat i CD Málaga                                       |
| 1949-50   | Real Santander SD i CE Alcoià          | Real Santander SD, CE Alcoià, UE Lleida i Reial Múrcia CF        |
| 1950-51   | Real Gijón i Club Atlético Tetuán      | Real Gijón, Reial Saragossa, Atlético Tetuán i UD Las Palmas     |
| 1951-52   | Reial Oviedo i CD Málaga               | CD Málaga i Reial Oviedo                                         |
| 1952-53   | CA Osasuna i Real Jaén                 | Real Jaén i CA Osasuna                                           |
| 1953-54   | Deportivo Alavés i UD Las Palmas       | Deportivo Alavés, UD Las Palmas, Hèrcules CF i CD Málaga         |
| 1954-55   | Cultural Leonesa i Reial Múrcia CF     | Reial Múrcia CF i Cultural Leonesa                               |
| 1955-56   | CA Osasuna i Real Jaén                 | CA Osasuna, Real Jaén, Reial Saragossa i CD Comtal               |
| 1956-57   | Real Gijón i Granada CF                | Real Gijón i Granada CF                                          |
| 1957-58   | Reial Oviedo i Reial Betis             | Reial Oviedo i Reial Betis                                       |
| 1958-59   | Reial Valladolid i Elx CF              | Elx CF i Reial Valladolid                                        |
| 1959-60   | Real Santander SD i RCD Mallorca       | Real Santander SD i RCD Mallorca                                 |
| 1960-61   | CA Osasuna i CD Tenerife               | CA Osasuna i CD Tenerife                                         |
| 1961-62   | Deportivo de La Coruña i Córdoba CF    | Deportivo de La Coruña, Córdoba CF, Reial Valladolid i CD Málaga |
| 1962-63   | Pontevedra CF i Reial Múrcia CF        | Reial Múrcia CF, Pontevedra CF, Llevant UE i RCD Espanyol        |
| 1963-64   | Deportivo de La Coruña i UD Las Palmas | Deportivo de La Coruña i UD Las Palmas                           |
| 1964-65   | Pontevedra CF i RCD Mallorca           | Pontevedra CF, RCD Mallorca, CE Sabadell FC i CD Málaga          |
| 1965-66   | Deportivo de La Coruña i Hèrcules CF   | Deportivo de La Coruña, Hèrcules CF i Granada CF                 |
| 1966-67   | Reial Societat i CD Málaga             | Reial Societat, CD Málaga i Reial Betis                          |
| 1967-68   | Deportivo de La Coruña i Granada CF    | Deportivo de La Coruña i Granada CF                              |
| 1968-69   | Sevilla CF                             | Sevilla CF, Celta de Vigo i RCD Mallorca                         |
| 1969-70   | Real Gijón                             | Real Gijón, CD Málaga i RCD Espanyol                             |
| 1970-71   | Reial Betis                            | Reial Betis, Burgos CF, Deportivo de La Coruña i Córdoba CF      |
| 1971-72   | Reial Oviedo                           | Reial Oviedo, CE Castelló i Reial Saragossa                      |
| 1972-73   | Reial Múrcia CF                        | Reial Múrcia CF, Elx CF i Racing de Santander                    |
| 1973-74   | Reial Betis                            | Reial Betis, Hèrcules CF i UD Salamanca                          |
| 1974-75   | Reial Oviedo                           | Reial Oviedo, Racing de Santander i Sevilla FC                   |
| 1975-76   | Burgos CF                              | Burgos CF, Celta de Vigo i CD Málaga                             |
| 1976-77   | Sporting de Gijón                      | Sporting de Gijón, Cadis CF i Rayo Vallecano                     |
| 1977-78   | Reial Saragossa                        | Reial Saragossa, Recreativo de Huelva i Celta de Vigo            |
| 1978-79   | AD Almería                             | AD Almería, CD Málaga i Reial Betis                              |
| 1979-80   | Reial Múrcia CF                        | Reial Múrcia CF, Reial Valladolid i CA Osasuna                   |
| 1980-81   | CE Castelló                            | CE Castelló, Cadis CF i Racing de Santander                      |
| 1981-82   | Celta de Vigo                          | Celta de Vigo, UD Salamanca i CD Málaga                          |
| 1982-83   | Reial Múrcia CF                        | Reial Múrcia CF, Cadis CF i RCD Mallorca                         |
| 1983-84   | Castella CF                            | Hèrcules CF, Racing de Santander i Elx CF                        |
| 1984-85   | UD Las Palmas                          | UD Las Palmas, Cadis CF i Celta de Vigo                          |
| 1985-86   | Reial Múrcia CF                        | Reial Múrcia CF, CE Sabadell FC i RCD Mallorca                   |
| 1986-87   | València CF                            | València CF, CD Logroñés i Celta de Vigo                         |
| 1987-88   | CD Málaga                              | CD Málaga, Elx CF i Reial Oviedo                                 |
| 1988-89   | CE Castelló                            | CE Castelló, Rayo Vallecano, RCD Mallorca i CD Tenerife          |
| 1989-90   | Real Burgos CF                         | Real Burgos CF, Reial Betis i RCD Espanyol                       |
| 1990-91   | Albacete Balompié                      | Albacete Balompié i Deportivo de La Coruña                       |
| 1991-92   | Celta de Vigo                          | Celta de Vigo i Rayo Vallecano                                   |
| 1992-93   | UE Lleida                              | UE Lleida, Reial Valladolid i Racing de Santander                |
| 1993-94   | RCD Espanyol                           | RCD Espanyol, Reial Betis i SD Compostela                        |
| 1994-95   | CP Mérida                              | CP Mérida, Rayo Vallecano i UD Salamanca                         |
| 1995-96   | Hèrcules CF                            | Hèrcules CF, CD Logroñés i CF Extremadura                        |
| 1996-97   | CP Mérida                              | CP Mérida, UD Salamanca i RCD Mallorca                           |
| 1997-98   | Deportivo Alavés                       | Deportivo Alavés, CF Extremadura i Vila-real CF                  |
| 1998-99   | Màlaga CF                              | Màlaga CF, CD Numància, Sevilla FC i Rayo Vallecano              |
| 1999-00   | UD Las Palmas                          | UD Las Palmas, CA Osasuna i Vila-real CF                         |
| 2000-01   | Sevilla FC                             | Sevilla FC, Reial Betis i CD Tenerife                            |
| 2001-02   | Atlètic de Madrid                      | Atlètic de Madrid, Racing de Santander i Recreativo de Huelva    |
| 2002-03   | Reial Múrcia CF                        | Reial Múrcia CF, Reial Saragossa i Albacete Balompié             |
| 2003-04   | Llevant UE                             | Llevant UE, Getafe CF i CD Numància                              |
| 2004-05   | Cadis CF                               | Cadis CF, Celta de Vigo i Deportivo Alavés                       |
| 2005-06   | Recreativo de Huelva                   | Recreativo de Huelva, Gimnàstic de Tarragona i Llevant UE        |
| 2006-07   | Reial Valladolid                       | Reial Valladolid, AD Almería i Reial Múrcia CF                   |
| 2007-08   | CD Numancia                            | CD Numancia, Málaga CF i Sporting de Gijón                       |
| 2008-09   | Xerez CD                               | Xerez CD, Saragossa i CD Tenerife                                |
| 2009-10   | Reial Societat                         | Reial Societat, Hèrcules CF i Llevant UE                         |
| 2010-11   | Reial Betis                            | Reial Betis, Rayo Vallecano i Granada FC                         |
| 2011-12   | Deportivo de La Coruña                 | Deportivo de La Coruña, Celta de Vigo i Granada CF               |
| 2012-13   | Elx CF                                 | Elx CF, Vila-real CF i UD Almería                                |
| 2013-14   | SD Eibar                               | SD Eibar, Deportivo de La Coruña i Córdoba CF                    |
| 2014-15   | Reial Betis                            | Reial Betis, Sporting de Gijón i UD Las Palmas                   |
| 2015-16   | Deportivo Alavés                       | Deportivo Alavés, CD Leganés i CA Osasuna                        |
| 2016-17   | Llevant UE                             | Llevant UE, Girona FC i Getafe CF                                |
| 2017-18   | Rayo Vallecano                         | Rayo Vallecano, SD Huesca i Real Valladolid CF                   |
| 2018-19   | CA Osasuna                             | CA Osasuna, Granada CF i RCD Mallorca                            |
| 2019-20   | SD Osca                                | SD Osca, Cadis CF i Elx CF                                       |
| 2020-21   | RCD Espanyol                           | RCD Espanyol, RCD Mallorca i Rayo Vallecano                      |
| 2021-22   | UD Almeria                             | UD Almeria, Real Valladolid CF i Girona FC                       |
| 2022-23   | Granada CF                             | Granada CF, UD Las Palmas i Deportivo Alavés                     |
| 2023-24   | CD Leganés                             | CD Leganés, Real ValladolidCF i RCD Espanyol                     |
| 2024-25   | Llevant UE                             | Llevant UE, Elx CF i Reial Oviedo                                |

* El Sevilla FC (campió de la Segona Divisió al 1929) va perdre la promoció d'ascens contra l'últim de Primera Divisió, el Racing de Santander i, per tant, no va ascendir.

## Palmarès
- 8 títols: Reial Múrcia CF.
- 6 títols: Reial Betis.
- 5 títols: Reial Oviedo, Sporting de Gijón i Deportivo de La Coruña.
- 4 títols: Sevilla FC, UD Las Palmas, Deportivo Alavés, CA Osasuna i Granada CF.
- 3 títols: Hèrcules CF, Celta de Vigo, CE Alcoià, Reial Valladolid, CD Málaga, Reial Societat i Llevant UE.
- 2 títols: València CF, RCD Mallorca, CE Castelló, CE Sabadell, Racing de Santander, Real Jaén, Pontevedra CF, CP Mérida, Elx CF i RCD Espanyol.
- 1 títols: Atlético Tetuán, Cultural Leonesa, CD Tenerife, Córdoba CF, Burgos CF, Real Burgos CF, Reial Saragossa, AD Almería, Castella CF, Albacete Balompié, UE Lleida, Màlaga CF, Atlètic de Madrid, Cadis CF, Recreativo de Huelva, CD Numancia, Xerez CD, Rayo Vallecano, SD Osca, UD Almeria i CD Leganés.

## Equips dels Països Catalans a la Segona Divisió
Notesː A = Grup A / B = Grup B / ▼ = descens / ▲ = ascens / p▲ ascens amb promoció / pna = promociona i no ascendeix / pnd = promociona i no descendeix / II = grup II / III = grup III / IV = grup IV / F = Fase Final
pnaǃ = La temporada 1951-52 el València Mestalla es guanyà l'ascens a primera divisió que quedà sense efecte per la presència del seu primer equip a aquesta categoria. El mateix va ocòrrere la temporada 1952-53 amb l'Espanya Industirial (actual Comtal), filial del Futbol Club Barcelona
▼e = La temportada 1952-53 el Sant Andreu i en la 1960-61 el Condal renuncien a la categoria per motius econòmics
pnaǃ = La temporada 1951-52 el València Mestalla es guanyà l'ascens a primera divisió però quedà sense efecte per la presència del primer equip en aquesta categoria.*

|                                       |                                       | 1928 1929 | 1929 1930 | 1930 1931 | 1931 1932 | 1932 1933 | 1933 1934 | 1934 1935  | 1935 1936 | 1939 1940 | 1940 1941   | 1941 1942    | 1942 1943  | 1943 1944 | 1944 1945 | 1945 1946 | 1946 1947 | 1947 1948 | 1948 1949 | 1949 1950 |
| Equips totals                         | Equips totals                         | 20        | 10        | 10        | 10        | 10        | 10        | 24         | 24        | 40        | 24          | 24           | 24         | 14        | 14        | 14        | 14        | 14        | 14        | 32        |
| PPCC                                  | PPCC                                  | 2         | 1         | 2         | 2         | 1         | 1         | 9          | 7         | 10        | 5           | 3            | 6          | 2         | 4         | 2         | 5         | 6         | 6         | 11        |
| Valencians                            | Valencians                            | 2         | 1         | 2         | 1         | 1         | 0         | 5          | 3         | 5         | 2           | 1            | 3          | 2         | 2         | 0         | 3         | 4         | 4         | 6         |
| ------------------------------------- | ------------------------------------- | --------- | --------- | --------- | --------- | --------- | --------- | ---------- | --------- | --------- | ----------- | ------------ | ---------- | --------- | --------- | --------- | --------- | --------- | --------- | --------- |
| València Club de Futbol               | València Club de Futbol               | 5éA       | 6é        | 1r ▲      |           |           |           |            |           |           |             |              |            |           |           |           |           |           |           |           |
| Club Esportiu Castelló                | Club Esportiu Castelló                | 3rB ▼     | ▲         | 5é        | 7é        | 10é ▼     |           |            | ▲         | 4tIII     | 1rII 4tF p▲ |              |            |           |           |           | ▼         | 12é       | 8é        | 16é ▼     |
| Hèrcules Club de Futbol               | Hèrcules Club de Futbol               |           |           |           |           |           | ▲         | 1rIII 1rF▲ |           |           |             | ▼            | 4tIII      | 10é       | 2n ▲      | ▼         | 4t        | 6é        | 4t        | 10éII     |
| Llevant Futbol Club                   | Llevant Unió Esportiva                |           |           |           |           |           | ▲         | 3rIII      | 3rIII     | 1rIII     | 3rII        | 8éII p▼      | pna        | pna       |           | ▲         | 6é        | 5é        | 9é        | 13éII     |
| Gimnàstic Futbol Club                 | Llevant Unió Esportiva                |           |           |           |           |           | ▲         | 6éIII      | 4tIII     | 1rIII     | 3rII        | 8éII p▼      | pna        | pna       |           | ▲         | 6é        | 5é        | 9é        | 13éII     |
| Elx Club de Futbol                    | Elx Club de Futbol                    |           |           |           |           |           | ▲         | 4tIII      | 8éIII     | 7éIV ▼    |             | pna ▲        | 6éIII p▼   |           |           |           |           |           | ▲         | 14éII p▼  |
| Sport Club La Plana                   | Sport Club La Plana                   |           |           |           |           |           | ▲         | 8éIII ▼    |           |           |             |              |            |           |           |           |           |           |           |           |
| Alacant Club de Futbol                | Alacant Club de Futbol                |           |           |           |           |           |           |            |           | 3rIV ▼    |             |              |            |           |           |           |           |           |           |           |
| Burjassot Club de Futbol              | Burjassot Club de Futbol              |           |           |           |           |           |           |            |           | 6éIV ▼    |             |              |            |           |           |           |           |           |           |           |
| Club Esportiu Alcoià                  | Club Esportiu Alcoià                  |           |           |           |           |           |           |            |           |           |             | p▲           | 8éIII pp   | 4t pna    | 1r ▲      | ▼         | 1r ▲      |           | ▼         | 1rII p▲   |
| Club Deportivo Eldense                | Club Deportivo Eldense                |           |           |           |           |           |           |            |           |           |             | pna          | pna        |           |           |           |           |           |           |           |
| València Club de Futbol Mestalla      | València Club de Futbol Mestalla      |           |           |           |           |           |           |            |           |           |             |              |            |           |           |           | ▲         | 8é        | 12é       | 6éII      |
| Catalans                              | Catalans                              | 0         | 0         | 0         | 1         | 0         | 1         | 4          | 4         | 4         | 3           | 2            | 3          | 0         | 0         | 1         | 1         | 1         | 2         | 4         |
| Club Esportiu Europa                  | Club Esportiu Europa                  |           |           | ▲         | 10é ▼     |           |           |            |           |           |             |              |            |           |           |           |           |           |           |           |
| Centre d'Esports Sabadell Futbol Club | Centre d'Esports Sabadell Futbol Club |           |           |           |           | ▲         | 9é        | 2nII 5éF   | 5éII      | 2nIII     | 9éII        | 1rII 4tF pna | 1rII 1rF ▲ |           | ▼         | 1r ▲      |           |           | ▼         | 6éI       |
| Girona Futbol Club                    | Girona Futbol Club                    |           |           |           |           |           | ▲         | 4tII       | 1rII 5éF  | 3rIII     | 4tII        | 5éII p▼      | 6éII p▼    |           |           |           |           | ▲         | 10é       | 9éI       |
| Club de Futbol Badalona               | Club de Futbol Badalona               |           |           |           |           |           | ▲         | 6éII       | 4tII      | 8éIII     | 12éII ▼     |              |            |           |           |           | ▲         | 10é       | 13é pp    | 15é pp    |
| Club Esportiu Júpiter                 | Club Esportiu Júpiter                 |           |           |           |           |           | ▲         | 7éII       | 7éII ▼    |           |             |              |            |           |           |           |           |           |           |           |
| Esport Club Granollers                | Esport Club Granollers                |           |           |           |           |           |           |            |           | 6éIII ▼   |             |              | pna        |           |           |           |           |           |           |           |
| Terrassa Futbol Club                  | Terrassa Futbol Club                  |           |           |           |           |           |           |            |           |           |             | p▲           | 5éII p▼    |           |           |           |           |           |           |           |
| Futbol Club Martinenc                 | Futbol Club Martinenc                 |           |           |           |           |           |           |            |           |           |             | pna          |            |           |           |           |           |           |           |           |
| Real Club Deportiu Espanyol           | Real Club Deportiu Espanyol           |           |           |           |           |           |           |            |           |           |             |              | pnd        | pnd       |           | pnd       |           |           |           |           |
| Club Gimnàstic de Tarragona           | Club Gimnàstic de Tarragona           |           |           |           |           |           |           |            |           |           |             |              | pna        |           |           | 3r pna    | 2n▲       |           |           | ▲         |
| Unió Esportiva Lleida                 | Unió Esportiva Lleida                 |           |           |           |           |           |           |            |           |           |             |              |            |           |           |           |           |           | ▲         | 2nI p▲    |
| Unió Esportiva Sant Andreu            | Unió Esportiva Sant Andreu            |           |           |           |           |           |           |            |           |           |             |              |            |           |           |           |           |           |           | ▲         |
| Balears                               | Balears                               | 0         | 0         | 0         | 0         | 0         | 0         | 0          | 0         | 1         | 0           | 0            | 0          | 0         | 2         | 1         | 1         | 1         | 0         | 1         |
| Reial Club Deportiu Mallorca          | Reial Club Deportiu Mallorca          |           |           |           |           |           |           |            | ▲         | 7éIII ▼   |             | pna          | pna        | ▲         | 11é       | 8é        | 5é        | 13é▼      | p▲        | 11éII     |
| Club Esportiu Constància d'Inca       | Club Esportiu Constància d'Inca       |           |           |           |           |           |           |            |           |           |             |              |            | ▲         | 12é p▼    |           |           |           |           |           |

|                                       | 1950 1951 | 1951 1952 | 1952 1953 | 1953 1954 | 1954 1955 | 1955 1956 | 1956 1957 | 1957 1958 | 1958 1959 | 1959 1960 | 1960 1961 | 1961 1962 | 1962 1963 | 1963 1964 | 1964 1965 | 1965 1966 | 1966 1967 | 1967 1968 | 1968 1969 | 1969 1970 |
| Equips totals                         | 32        | 32        | 32        | 32        | 32        | 32        | 40        | 36        | 32        | 32        | 32        | 32        | 32        |           |           |           |           |           |           |           |
| PPCC                                  | 9         | 12        | 11        | 8         | 6         | 6         | 10        | 9         | 8         | 6         | 7         | 5         | 8         |           |           |           |           |           |           |           |
| País Valencià                         | 3         | 5         | 4         | 4         | 2         | 2         | 6         | 5         | 4         | 2         | 4         | 3         | 4         |           |           |           |           |           |           |           |
| ------------------------------------- | --------- | --------- | --------- | --------- | --------- | --------- | --------- | --------- | --------- | --------- | --------- | --------- | --------- | --------- | --------- | --------- | --------- | --------- | --------- | --------- |
| València Club de Futbol               |           |           |           |           |           |           |           |           |           |           |           |           |           |           |           |           |           |           |           |           |
| Club Esportiu Castelló                |           |           | ▲         | 5éII      | 12éII     | 16é pp    | 20é ▼     |           |           | ▲         | 13é p▼    |           |           |           |           |           |           |           |           |           |
| Hèrcules Club de Futbol               | 4tII      | 4tII      | 2nII pna  | 2nII p▲   |           | ▼         | 2nII      | 5éII      | 13rII p▼  | ▲         | 3rII      | 7éII      | 8éII      |           |           |           |           |           |           |           |
| Llevant Unió Esportiva                | 13éII pp  | 14éII ▼   |           | ▲         | 15éII ▼   | ▲         | 11éII     | 4tII      | 2nII pna  | 6éII      | 6éII      | 6éII      | 2nII p▲   |           |           |           |           |           |           |           |
| Elx Club de Futbol                    |           |           |           |           |           |           |           | ▲         | 1rII ▲    |           |           |           |           |           |           |           |           |           |           |           |
| Sport Club La Plana                   |           |           |           |           |           |           |           |           |           |           |           |           |           |           |           |           |           |           |           |           |
| Alacant Club de Futbol                | ▲         | 15éII ▼   |           |           |           | ▲         | 15é pp    | 17éII ▼   |           |           |           |           |           |           |           |           |           |           |           |           |
| Burjassot Club de Futbol              |           |           |           |           |           |           |           |           |           |           |           |           |           |           |           |           |           |           |           |           |
| Club Esportiu Alcoià                  | ▼         | 3rII pna  | 7éII      | 14éII ▼   |           |           | ▲         | 18éII ▼   |           |           |           |           |           |           |           |           |           |           |           |           |
| Club Esportiu Eldenc                  |           |           |           |           |           | ▲         | 16é pp    | 8éII      | 16éII ▼   |           |           | ▲         | 7éII      |           |           |           |           |           |           |           |
| València Club de Futbol Mestalla      | 8éII      | 2n pnaǃ   | 6éII      | 15éII ▼   | ▲         | 6éII      | 17é ▼     |           | ▲         | 11éII     | 10éII     | 12éII     | 9éII      |           |           |           |           |           |           |           |
| Oriola Esportiva Club de Futbol       |           |           | 12éII p▼  |           |           |           |           |           |           |           |           |           |           |           |           |           |           |           |           |           |
| Catalunya                             | 5         | 5         | 5         | 3         | 4         | 4         | 4         | 4         | 4         | 3         | 3         | 1         | 2         |           |           |           |           |           |           |           |
| Club Esportiu Europa                  |           |           |           |           |           |           |           |           |           |           |           |           |           |           |           |           |           |           |           |           |
| Centre d'Esports Sabadell Futbol Club | 3rI pna   | 4tI       | 11é       | 6éI       | 10éII     | 5éI       | 2nI       | 2nI       | 2nI pna   | 7éI       | 6éI       | 8éI       | 16éI ▼    |           |           |           |           |           |           |           |
| Girona Futbol Club                    | 16éI ▼    |           |           |           |           | ▲         | 9éI       | 9éI       | 15éI ▼    |           |           |           |           |           |           |           |           |           |           |           |
| Club de Futbol Badalona               | 13éI      | 15éI ▼    |           |           |           |           |           |           |           |           |           |           | p▲        |           |           |           |           |           |           |           |
| Club Esportiu Júpiter                 |           |           |           |           |           |           |           |           |           |           |           |           |           |           |           |           |           |           |           |           |
| Esport Club Granollers                |           |           |           |           |           |           |           |           |           |           |           |           |           |           |           |           |           |           |           |           |
| Terrassa Futbol Club                  |           |           |           | ▲         | 14éII     | 9éI       | 13éI      | 14éI pp   | 12éI      | 6éI       | 16éI ▼    |           |           |           |           |           |           |           |           |           |
| Futbol Club Martinenc                 |           |           |           |           |           |           |           |           |           |           |           |           |           |           |           |           |           |           |           |           |
| Real Club Deportiu Espanyol           |           |           |           |           |           |           |           |           |           |           |           | ▼         | 2nI p▲    |           |           |           |           |           |           |           |
| Club Gimnàstic de Tarragona           | 15éI      | 13éI      | 14éI ▼    |           |           |           |           |           |           |           |           |           |           |           |           |           |           |           |           |           |
| Unió Esportiva Lleida                 | ▲         | 7éI       | 6éI       | 3rI pna   | 10éI      | 12éI      | 20éI ▼    |           |           |           |           |           |           |           |           |           |           |           |           |           |
| Unió Esportiva Sant Andreu            | 4tI       | 12éI      | 8éI ▼e    |           |           |           |           |           |           |           |           |           |           |           |           |           |           |           |           |           |
| Club Deportiu Comtal                  |           | ▲         | 2nI pnaǃ  | 4tI       | 11éI      | 3rII p▲   | ▼         | 5éI       | 4t        | 10éI      | 12é ▼e    |           |           |           |           |           |           |           |           |           |
| Centre d'Esports l'Hospitalet         |           |           |           |           |           |           |           |           |           |           |           |           | ▲         |           |           |           |           |           |           |           |
| Balears                               | 1         | 2         | 2         | 1         | 0         | 0         | 0         | 0         | 0         | 1         | 0         | 1         | 2         |           |           |           |           |           |           |           |
| Reial Club Deportiu Mallorca          | 12éII     | 6éII      | 8éII      | 16éII ▼   |           |           |           |           | ▲         | 1rII ▲    |           |           | ▼         |           |           |           |           |           |           |           |
| Club Esportiu Constància d'Inca       |           |           |           |           |           |           |           |           |           |           |           | ▲         | 12éI      |           |           |           |           |           |           |           |
| Club Esportiu Atlètic Balears         | ▲         | 10éII     | 14éII ▼   |           |           |           |           |           |           |           | ▲         | 10éI      | 14éI p▼   |           |           |           |           |           |           |           |